# Fjodor Petrowitsch Simaschow
Fjodor Petrowitsch Simaschow (russisch Фёдор Петрович Симашёв; * 13. März 1945 Werchni Bagrjasch, Tatarische ASSR; † 20. Dezember 1997 in Sainsk, Russland) war ein russischer Skilangläufer, der in den 1970er Jahren für die Sowjetunion startete.

## Werdegang
Simaschow, der für den Dynamo Moskau startete, gab sein international Debüt bei den Olympischen Winterspielen 1968 in Grenoble. Dort belegte er den 26. Platz über 15 km. Bei den Nordischen Skiweltmeisterschaften 1970 in Štrbské Pleso wurde er Weltmeister mit der Staffel. Zudem gewann er dort die Bronzemedaille über 15 km und belegte über 50 km den vierten Platz. Bei der Winter-Universiade 1970 in Rovaniemi holte er die Goldmedaille über 15 km. Im folgenden Jahr errang er bei den Lahti Ski Games den dritten Platz über 15 km. Bei den Olympischen Winterspielen 1972 in Sapporo holte er die Silbermedaille über 15 km und die Goldmedaille mit der Staffel. Außerdem wurde er dort Achter über 50 km und Sechster über 30 km. Bei der Winter-Universiade 1972 in Lake Placid gewann er über 15 km, 30 km und mit der Staffel jeweils die Goldmedaille. Im Jahr 1973 kam er bei den Svenska Skidspelen mit der Staffel und über 30 km jeweils auf den dritten Platz. Bei den Nordischen Skiweltmeisterschaften 1974 in Falun holte er die Silbermedaille mit der Staffel. Zudem errang er dort den 26. Platz über 30 km. Bei sowjetischen Meisterschaften siegte er siebenmal mit der Staffel (1968–1970, 1972, 1973, 1975, 1976), dreimal über 30 km (1969, 1971, 1973) und jeweils einmal über 15 km (1968) und über 50 km (1974).